# ラファエウ・ジ・アンドラージ・ビッテンコウルト・ピニェイロ
ラファエウことラファエウ・ジ・アンドレージ・ビッテンコウルト・ピニェイロ（1982年3月3日 - ）はブラジルの元サッカー選手。現役時代のポジションはGK。

## 経歴
2007-2008シーズンはじめにエラス・ヴェローナFCに加入。加入当初から正GKとしてゴールマウスを守り、2009-2010シーズンはチームのセリエB昇格に貢献した。2シーズン後にはセリエA昇格の原動力となる。
2016年、出場機会を求めてカリアリ・カルチョに加入した。
2020年9月17日、スペツィア・カルチョに移籍した。